# Ronde van de Drie Valleien
De Ronde van de Drie Valleien of Drie Valleien Varese (Italiaans: Tre Valli Varesine) is een eendagse wielerwedstrijd die medio augustus in de provincie Varese (Italië) wordt verreden. Er vindt sinds 2021 zowel een editie voor mannen als voor vrouwen plaats.

## Mannen
De wedstrijd wordt sinds 1919 georganiseerd en maakt sinds 2005 deel uit van het Europese continentale circuit van de UCI, de UCI Europe Tour.
Samen met de Coppa Bernocchi en de Coppa Agostoni vormt hij de Trittico Lombardo.
De wedstrijd is viermaal gewonnen door een Belgische renner, Germain Derycke (1957), Willy Vannitsen (1961), Eddy Merckx (1968) en Ilan Van Wilder (2023). Geen Nederlander won deze wedstrijd.

### Meervoudige winnaars
Renners in het cursief gedrukt zijn renners die nu nog actief zijn.
| Overwinningen | Renner              | Land   | Jaren                     |
| ------------- | ------------------- | ------ | ------------------------- |
| 4             | Gianni Motta        | Italië | 1965 + 1966 + 1967 + 1970 |
| 4             | Giuseppe Saronni    | Italië | 1977 + 1979 + 1980 + 1988 |
| 3             | Fausto Coppi        | Italië | 1941 + 1948 + 1955        |
| 2             | Domenico Piemontesi | Italië | 1922 + 1932               |
| 2             | Olimpio Bizzi       | Italië | 1937 + 1939               |
| 2             | Nino Defilippis     | Italië | 1953 + 1960               |
| 2             | Francesco Moser     | Italië | 1976 + 1978               |
| 2             | Pierino Gavazzi     | Italië | 1982 + 1984               |
| 2             | Guido Bontempi      | Italië | 1986 + 1991               |
| 2             | Massimo Ghirotto    | Italië | 1992 + 1993               |
| 2             | Roberto Caruso      | Italië | 1995 + 1997               |
| 2             | Stefano Garzelli    | Italië | 2005 + 2006               |
| 2             | Davide Rebellin     | Italië | 1998 + 2011               |

### Overwinningen per land
| Overwinningen | Land                                         |
| ------------- | -------------------------------------------- |
| 87            | Italië                                       |
| 4             | België                                       |
| 2             | Duitsland, Slovenië, Zwitserland             |
| 1             | Canada, Frankrijk, Ierland, Kroatië, Letland |

## Vrouwen
Vanaf 2021 wordt er ook een wedstrijd voor vrouwen verreden. Vanaf 2024 maakt deze wedstrijd deel uit van de UCI Women's ProSeries.
Schwalbe Women's One Day Classic · 
Ronde van Valencia · 
Wielerweek van Valencia · 
GP Oetingen · 
Nokere Koerse · 
Dwars door Vlaanderen · 
Brabantse Pijl · 
Clásica Féminas de Navarra · 
Veenendaal-Veenendaal Classic · 
Ronde van Thüringen · 
GP Fourmies · 
Grote Prijs van Stuttgart · 
Ronde van Emilia · 
GP Ciudad de Eibar · 
Ronde van de Drie Valleien
1919 · 1920 · 1921 · 1922 · 1923 · 1924 · 1925 · 1926 · 1927 · 1928 · 1929 · 1930 · 1931 · 1932 · 1933 · 1934 · 1935 · 1936 · 1937 · 1938 · 1939 · 1940 · 1941 · 1942 · 1943 · 1944 · 1945 · 1946 · 1947 · 1948 · 1949 · 1950 · 1951 · 1952 · 1953 · 1954 · 1955 · 1956 · 1957 · 1958 · 1959 · 1960 · 1961 · 1962 · 1963  · 1964 · 1965 · 1966 · 1967 · 1968 · 1969 · 1970 · 1971 · 1972 · 1973 · 1974 · 1975 · 1976 · 1977 · 1978 · 1979 · 1980 · 1981 · 1982 · 1983 · 1984 · 1985 · 1986 · 1987 · 1988 · 1989 · 1990 · 1991 · 1992 · 1993 · 1994 · 1995 · 1996 · 1997 · 1998 · 1999 · 2000 · 2001 · 2002 · 2003 · 2004 · 2005 · 2006 · 2007 · 2008 · 2009 · 2010 · 2011 · 2012 · 2013 · 2014 · 2015 · 2016 · 2017 · 2018 · 2019 · 2020 · 2021 · 2022 · 2023 · 2024